# Barry (Schiff, 1902)
Die Barry, auch USS Barry (Kennung: DD-2), war ein Torpedobootzerstörer der Bainbridge-Klasse der United States Navy, der zwischen 1902 und 1919 in Dienst stand. Das Schiff war nach Commodore John Barry (1745–1803) benannt und die erste Einheit in der amerikanischen Marine dieses Namens.

## Geschichte
Die spätere Barry wurde am 2. September 1899, als zweite Einheit der Klasse und zweiter Zerstörer der amerikanischen Marine daher auch die Bezeichnung Destroyer No. 2, bei der Werft Neafie & Levy Ship & Engine Building Company in Philadelphia auf Kiel gelegt. Der Stapellauf erfolgte am 22. März 1902, wobei die Taufpatin Charlotte Adams Barnes eine Urgroßnichte von Commodore Barry war und die Indienststellung am 24. November 1902, unter dem Kommando von Lieutenant N. E. Erwin.
Die Barry wurde der Nordatlantikflotte unterstellt und nahm im Sommer 1903 an Manövern vor der Küste Neuenglands teil. Im Dezember 1903 verließ sie die Ostküste und fuhr durch den Suezkanal zur Asienflotte, wo sie im April 1904 ankam.
Bis August 1917 blieb die Barry bei der Asienflotte. Am 1. August 1917 verließ sie die Philippinen und fuhr durch den Suez-Kanal nach Gibraltar, wo sie am 20. Oktober eintraf. Sie eskortierte bis zum August 1918 Handelsschiffe im Mittelmeer. Am 5. September 1918 erreichte sie Charleston, South Carolina. Dort blieb sie bis zum Ende des Jahres und versah Patrouillen- und Konvoiaufgaben. Am 28. Juni 1919 wurde sie in Philadelphia außer Dienst gestellt. Am 3. Januar 1920 wurde sie verkauft und später verschrottet.